# Plateau des Mascareignes

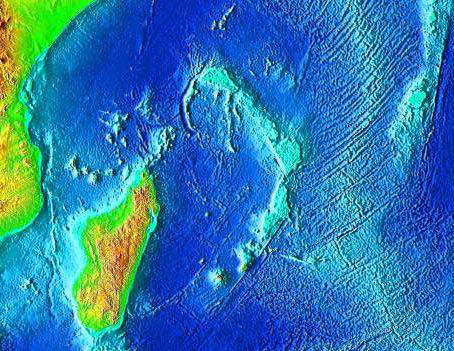
Vue topographique du plateau.

Le plateau des Mascareignes est un plateau océanique situé au nord et à l'est de Madagascar et s'étendant sur environ 2 000 kilomètres de long entre les Seychelles au nord et La Réunion au sud. Ce faisant, il couvre une superficie de plus de 115 000 kilomètres carrés d’eau peu profonde, avec des profondeurs allant de 8 à 150 m, plongeant à 4 000 mètres vers la plaine abyssale sur ses bords.
C’est le deuxième plus grand plateau océanique de l’océan Indien après le plateau de Kerguelen.

## Géographie
La partie nord du plateau des Mascareignes comprend les îles Agaléga et les îles Seychelles. La partie sud du plateau des Mascareignes comprend les îles Mascareignes, et les bancs de Hawkins, de Nazareth, de Saya de Malha et du Soudan. Les îles Mascareignes sont les îles montagneuses des hauts-fonds de Cargados Carajos, de l’île Maurice, de la Réunion et de Rodrigues.

## Géologie
Le sous-continent indien se trouvait à une époque proche de la côte est des Seychelles. L’expansion du fond marin a déplacé la masse continentale vers sa position actuelle, où elle est entrée en collision et a fusionné avec le continent asiatique.
La partie nord du plateau des Mascareignes formée de granit est un fragment de l’ancien supercontinent du Gondwana. Le granit est surmonté de dépôts de calcaire et de basalte. Les dépôts de basalte aux Seychelles proviennent de l’éruption des Trapps du Deccan qui s’est produite dans la partie centrale du sous-continent indien il y a 66 millions d’années, à la fin de la période du Crétacé.
La partie méridionales du plateau des Mascareignes a été formée par le point chaud volcanique de la Réunion avec la dorsale des Chagos-Laccadive. Les bancs et hauts-fonds de la partie sud du plateau des Mascareignes étaient autrefois des îles volcaniques, comme l’île Maurice et la Réunion, mais qui ont été érodées jusqu’au-dessous du niveau de la mer ouvers des îles coralliennes basses. Le banc Saya de Malha s’est formé il y a 35 millions d’années ; le banc Nazareth et les hauts-fonds Cargados Carajos se sont formés plus tard. Les bancs de calcaire trouvés sur le plateau sont les vestiges de récifs coralliens. Certains des bancs pourraient avoir été des îles au cours de la dernière période glaciaire il y a 18 000 à 6 000 ans lorsque le niveau de la mer était jusqu’à 130 mètres plus bas. L’île Maurice s’est formée il y a 8 à 10 millions d’années, et Rodrigues et la Réunion se sont formées il y a environ deux millions d’années. Le volcan du Piton de la Fournaise à La Réunion est l’un des volcans les plus actifs au monde.

### Sources
- (en) Cet article est partiellement ou en totalité issu de l’article de Wikipédia en anglais intitulé « Mascarene Plateau » (voir la liste des auteurs).